# Lappvik, Skellefteå kommun
Lappvik är en liten by 15 kilometer bilväg från Lövånger. Lappvik ligger i Skellefteå kommun.
Lappviks närmaste grannby heter Älgnäset.